# پوهرت
پوهرت (به آلمانی: Pühret) یک منطقهٔ مسکونی در اتریش است که در ناحیه وکلابروک واقع شده‌است. پوهرت ۷ کیلومتر مربع مساحت دارد ۴۴۰ متر بالاتر از سطح دریا واقع شده‌است.